# خبازة تصاعدية الأزهار
خبازة تصاعدية الأزهار (الاسم العلمي:Malva assurgentiflora ) هي نوع نباتي يتبع جنس الخبازة من الفصيلة الخبازية.  